# Aarzemnieki
Aarzemnieki (pol. Cudzoziemcy) – łotewski zespół muzyczny, reprezentant Łotwy w 59. Konkursie Piosneki Eurowizji w 2014 roku.

## Historia zespołu
W 2013 roku niemiecki wokalista Jöran Steinhauer wydał utwór „Paldies Latiņam!”, do którego ukazał się teledysk. Po osiągnięciu internetowej rozpoznawalności w serwisie YouTube piosenkarz zdecydował się na wyjazd do Łotwy, gdzie założył zespół Aarzemnieki. W jego pierwotny skład weszli: skrzypaczka Katrina Dimanta, perkusista Raitis Vilumovs i pianista Guntis Veilands.
W 2014 roku zespół wziął udział w łotewskich eliminacjach eurowizyjnych Dziesma 2014, do których zakwalifikował się z piosenką „Cake to Bake”. 1 lutego zespół wystąpił w pierwszym półfinale selekcji i awansował do finału rozgrywanego 22 lutego. Zajął w nim pierwsze miejsce zdobywając największe poparcie telewidzów, dzięki czemu reprezentował Łotwę w 59. Konkursie Piosneki Eurowizji. 6 maja grupa wystąpiła jako druga w kolejności w pierwszym półfinale konkursu odbywającego się w Kopenhadze i zajęła trzynaste miejsce z 33 punktami na koncie, przez co nie awansowała do finału.
18 sierpnia 2017 roku ukazała się debiutancka płyta studyjna zespołu zatytułowana Visi kopā.

## Dyskografia

### Albumy studyjne
- Visi kopā (2017)